# Georg Schrimpf
Georg Schrimpf (Munich, 13 février 1889 - Berlin, 19 avril 1938) est un peintre et graveur allemand. Avec Otto Dix, George Grosz et Christian Schad, Schrimpf est l'un des principaux représentants de la Nouvelle objectivité. Dans les années 1930, il est classé comme artiste dégénéré par les nazis.

## Biographie
Le père de Schrimpf meurt avant sa naissance. Son beau-père l'oblige à quitter la maison. En 1902, il apprend le métier de boulanger à Passau. De 1905 à 1914, il voyage en Belgique, en France, en Suisse et en Italie du Nord, vivant de petits métiers. En 1913, il s'installe dans une colonie anarchiste en Suisse où il se lie d'amitié avec Oskar Maria Graf, le futur romancier.

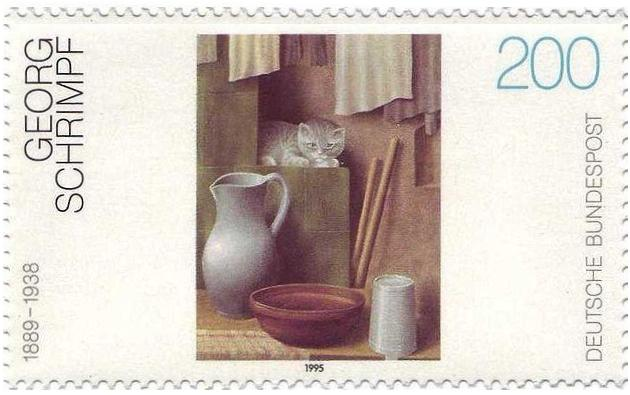
Timbre émis part la Deutsche Bundespost en 1995 d'après le tableau ci-contre.

Lors du déclenchement de la Première Guerre mondiale, l'antimilitariste Schrimpf « utilise avec succès tous les expédients possibles pour éviter le service militaire, ce faisant, il ruine sa santé ». De 1915 à 1918, Schrimpf vit à Berlin où il travaille en tant qu'artiste indépendant. Il consacre tout son temps libre au dessin, à la peinture et à la sculpture sur bois. Autodidacte, il apprend son métier d'artiste en copiant les maîtres anciens.
En 1916, le célèbre journaliste et expert en art Herwarth Walden expose quelques-unes de ses œuvres dans sa galerie Sturm. Elles retiennent fortement d'attention. À cette époque et dans cette galerie, Schrimpf rencontre le peintre Maria Uhden (de), qu'il épouse en 1917 et meurt l'année suivante.
En 1925, Schrimpf participe à l'exposition de la Nouvelle objectivité à la Kunsthalle de Mannheim. Deux ans plus tard, il commence à enseigner à la Meisterschule für Dekorationskunst de Munich. Contrairement à de nombreux artistes de la Nouvelle objectivité, Schrimpf n'est pas immédiatement persécuté lors de l'arrivée des nazis au pouvoir (1933), son œuvre étant considérée comme une forme acceptable de romantisme allemand par les autorités.
Il devient professeur à une école d'art à Berlin en 1933, mais en est congédié en 1937 en raison de son « passé rouge ». Il est brièvement membre de Rote Hilfe, une organisation socialiste. Pour la même raison le régime nazi interdit l'exposition publique de ses œuvres.

## Style
Contrairement à la tendance de son temps présente dans la Nouvelle objectivité, l'art de Schrimpf est dépourvu de critique sociale. Ses natures mortes épurées et silencieuses, ses portraits énigmatiques de femmes devant une fenêtre ou un miroir ou ses paysages calmes et idéalisés sont proches des valeurs esthétiques véhiculées par Valori Plastici et le réalisme magique.

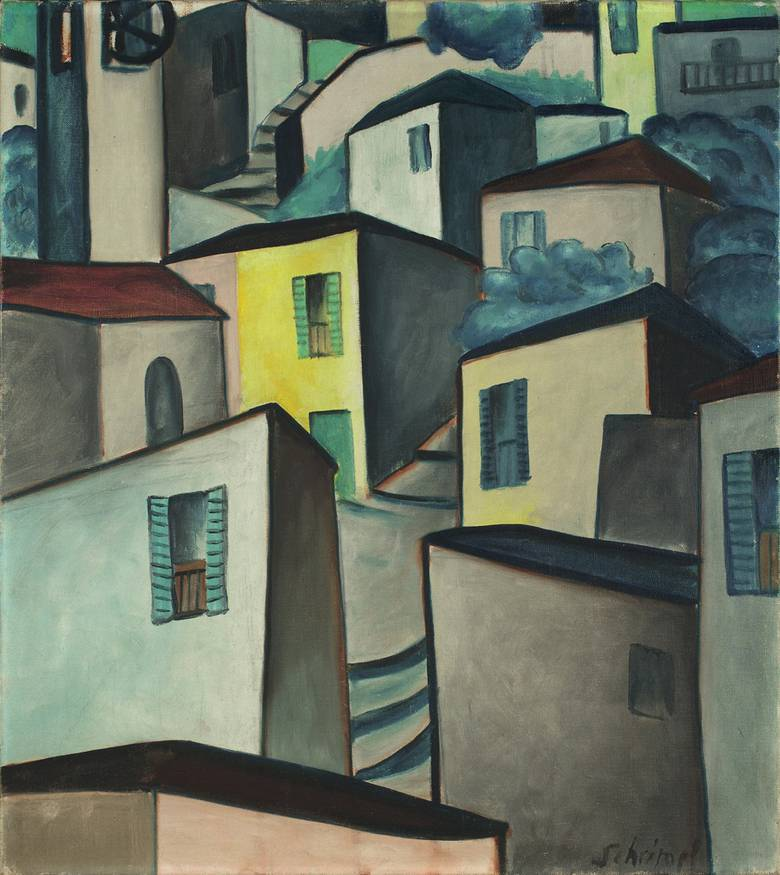
Porto Ronco (1917)
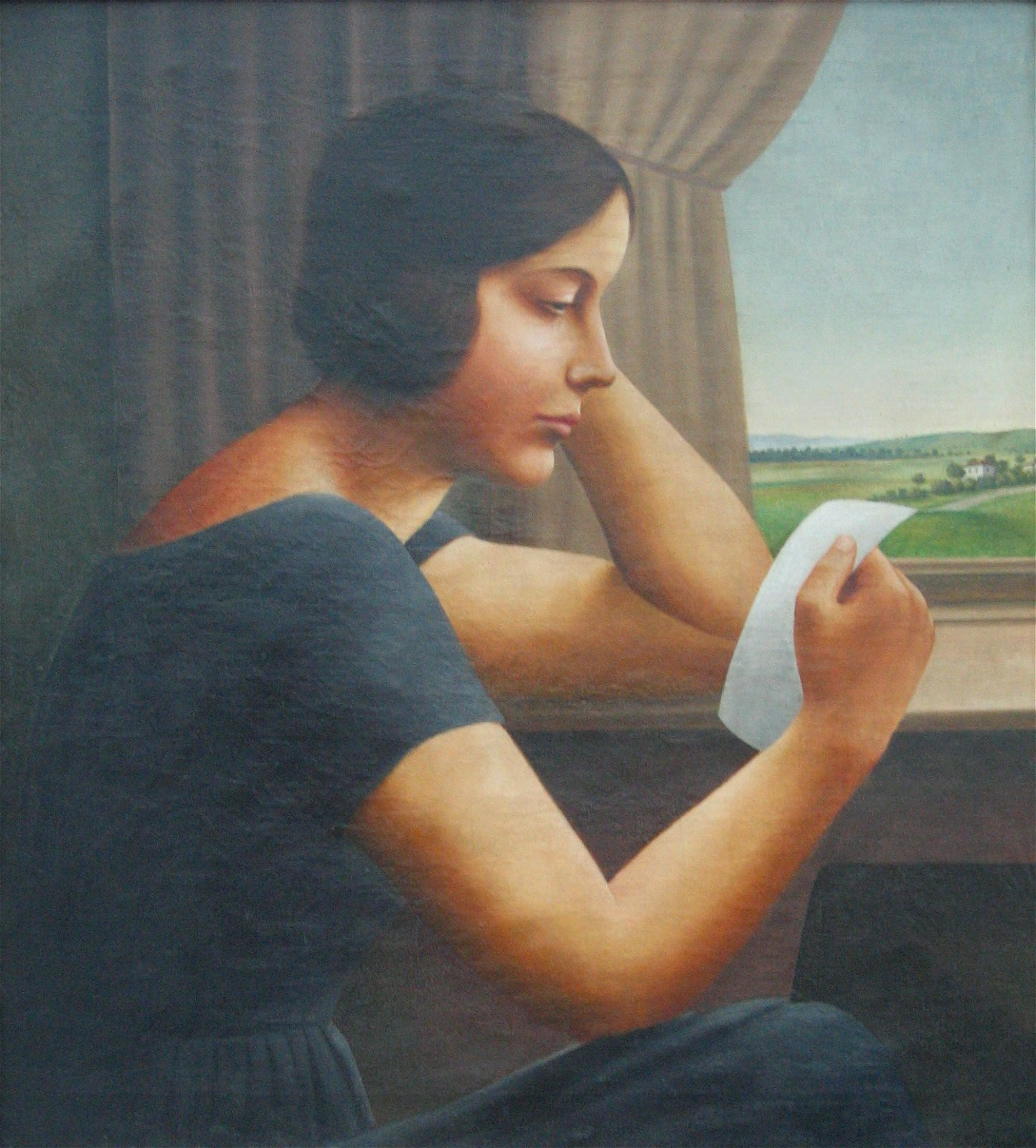
Martha (1925)
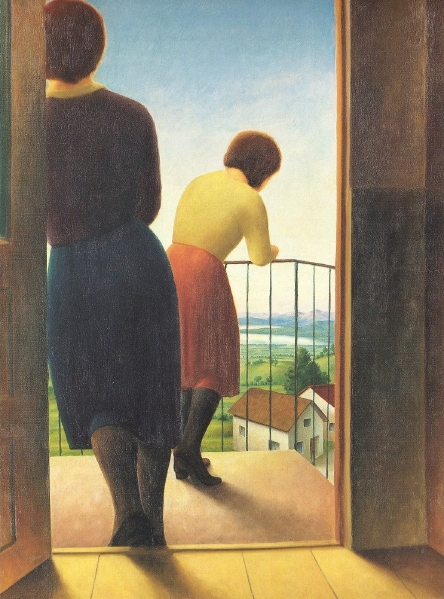
Auf dem Balkon (1927)
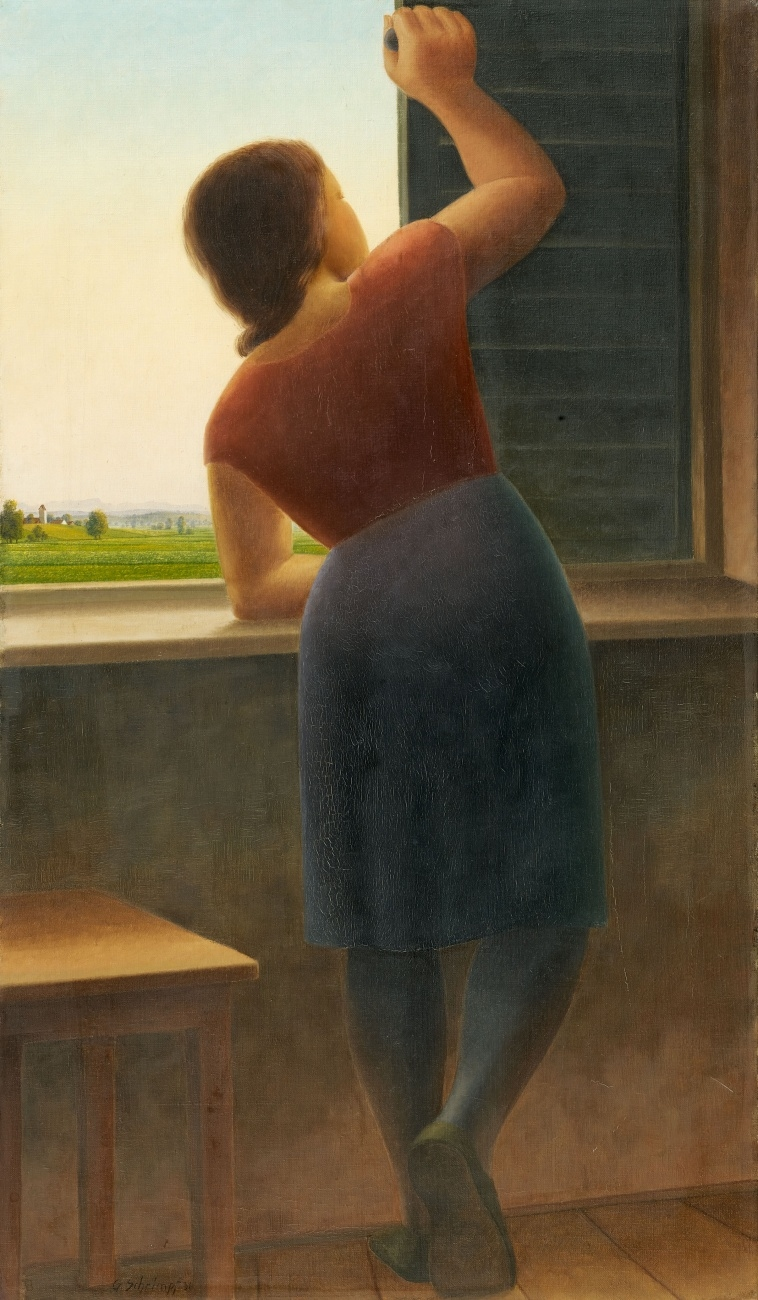
Am Morgen (1931)
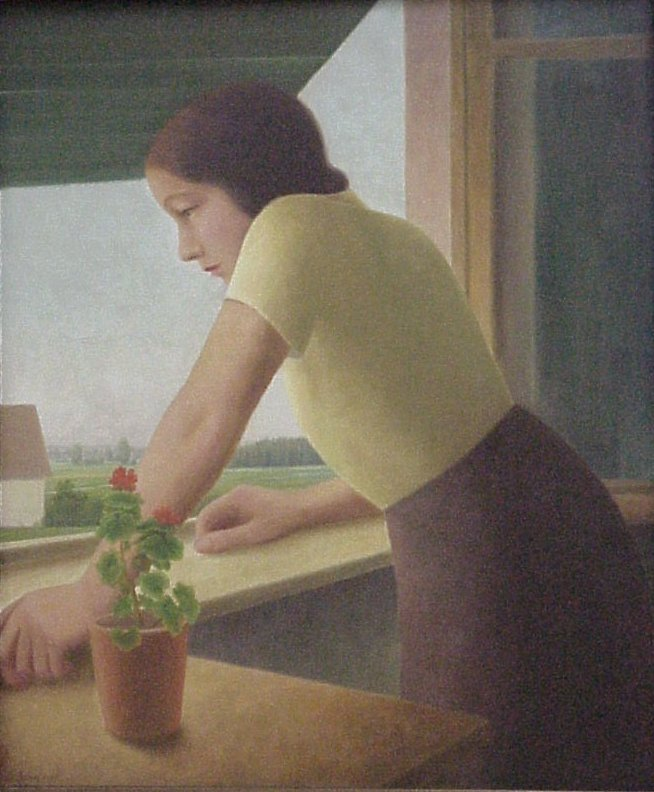
Ausschauende (1932)
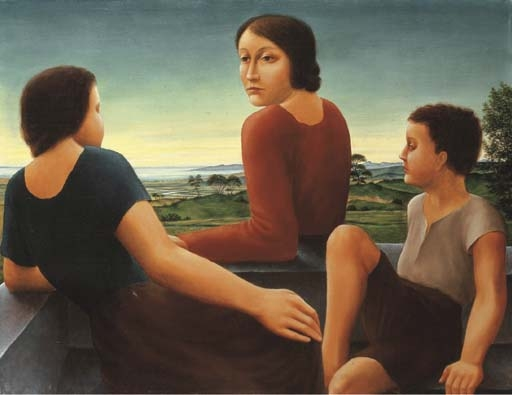
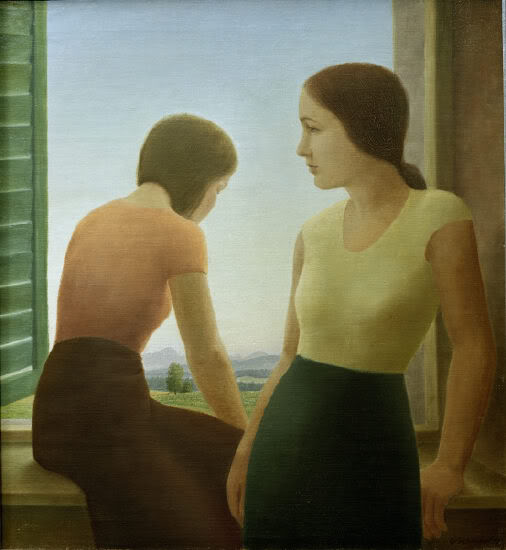
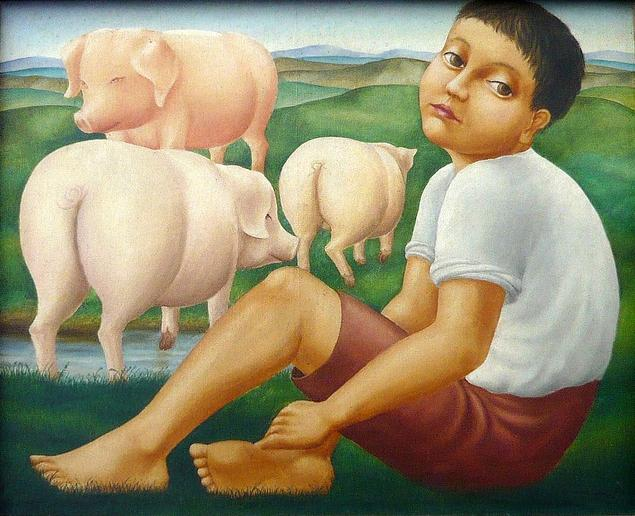

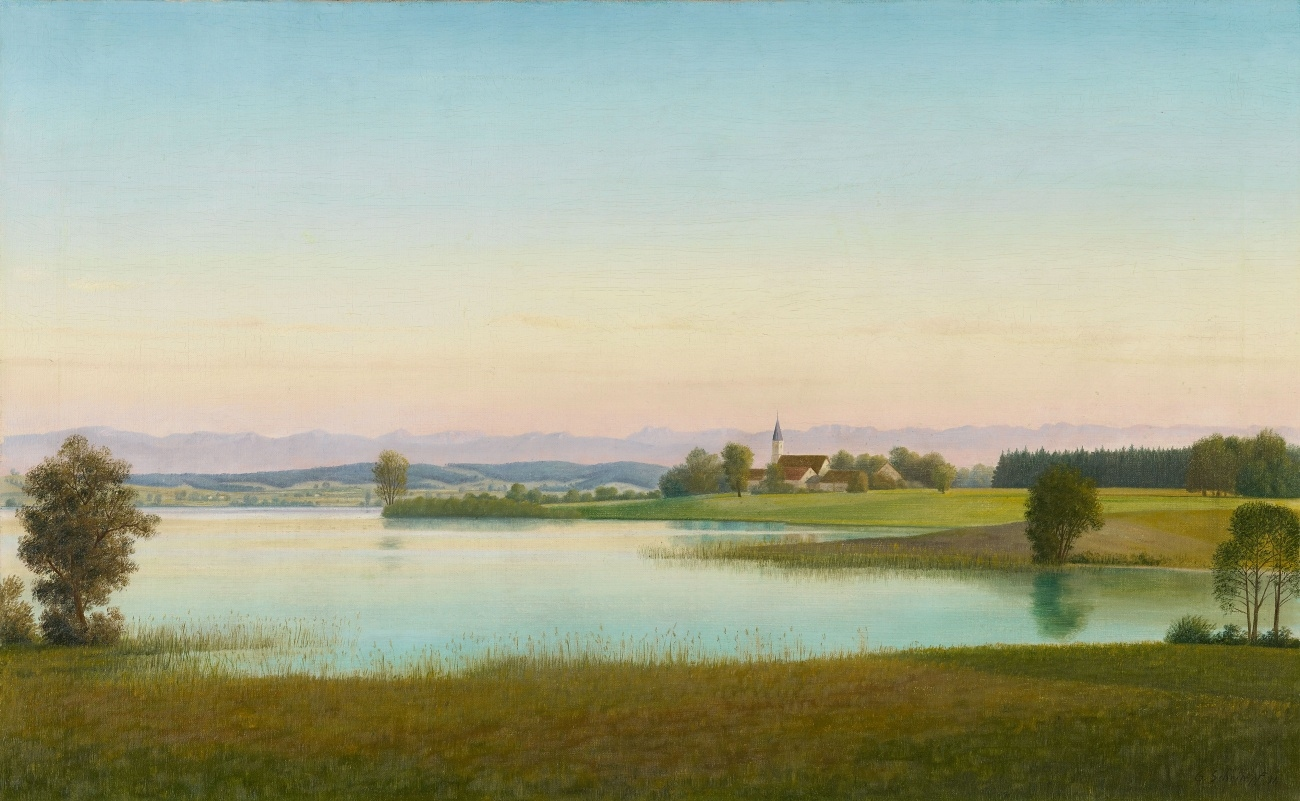
Chiemsee (1931)
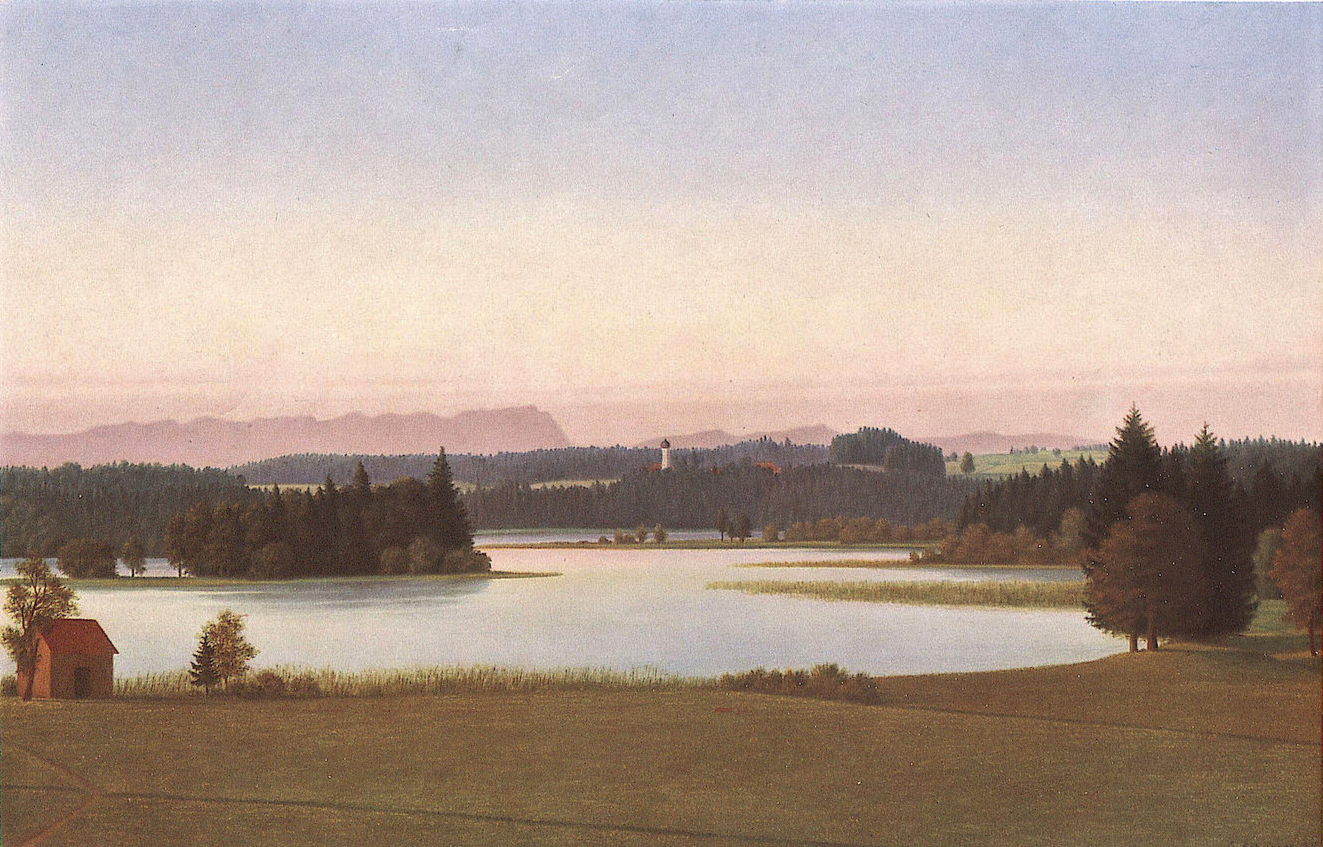
Osterseen (vers 1933)
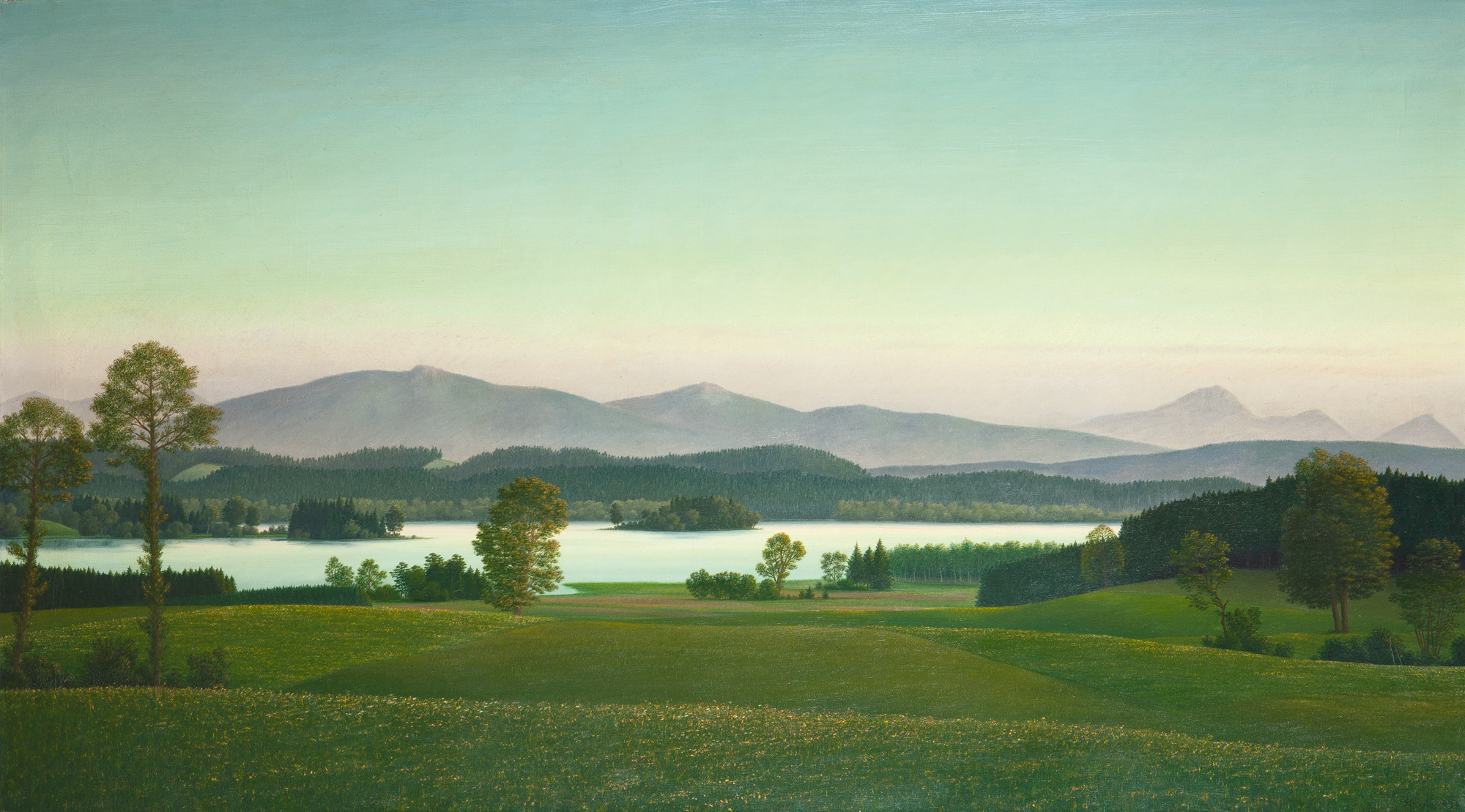
Staffelsee (1934)

## Publication
- (de) Eine Reise um die Welt in 16 Bildern, Curt Steinitz Verlag, Munich o. J. (1924).